# Arriondas
Arriondas (oficialmente, Arriondas/Les Arriondes y en asturiano, Les Arriondes) es una villa asturiana, capital del concejo de Parres, en España.

## Descripción
Localizada a 65 km de Oviedo, está habitada por 3205 personas (1536 hombres y 1669 mujeres), según los datos del padrón de 2017, lo que supone el 45 % de la población total del Concejo y el 78,5 % de la de la parroquia. Se halla en la vega formada por los ríos Sella y Piloña, que se juntan cerca de ella.
Gracias al Descenso Internacional del Sella la actividad turística en la villa ha crecido notablemente en los últimos años. Así, el turismo activo ha proliferado y son numerosas las empresas dedicadas a organizar descensos en kayak, piragua, etc. por el río Sella. En este río también se pesca salmón durante la temporada veraniega. No en vano, Arriondas es considerada la capital salmonera de España. 
Desde 1997 cuenta con el hospital comarcal, llamado Hospital del Oriente de Asturias Francisco Grande Covián, en el barrio de La Castañera, que da servicio a todo el oriente asturiano. Así mismo dispone de otros servicios como la piscina comarcal climatizada. Todo ello convierte a la villa de Arriondas en un importante centro de servicios del Oriente de Asturias. 
Las principales fiestas de la localidad son el 22 de mayo, en que se festeja a Santa Rita y se celebra una feria de ganado; el segundo fin de semana de mayo, festividad del Fitu; el 16 de julio el Carmen y por último la fiesta del Bollu y el Bollín el último domingo y lunes de julio, sin olvidar el ya mencionado Descenso Internacional del Sella (primer sábado de agosto después del día 2), conocido popularmente como les piragües.
Desde el año 1997 se celebra el festival de música electrónica Aquasella, y unos años después, en 2019, comienza a celebrarse el exitoso Riverland Festival.

## Polémica por la toponimia
En el marco de la Ley autonómica 1/1998 de Uso y Promoción del Bable/Asturiano del Principado de Asturias, se contempla la paulatina sustitución de la toponimia en español por su nombre en asturiano (la llamada forma tradicional), salvo en los casos donde el nombre en español tenga arraigo y esté generalizado.  En dichos supuestos, se admite la denominación bilingüe como Gijón/Xixón o a partir de 2019, Oviedo/Uviéu.
En el caso de Arriondas y en virtud de esa ley, se procedió al cambio de la toponimia en español por la llamada tradicional en todo el concejo de Parres en 2009.
A partir de entonces se generó cierta polémica entre la población, ya que muchos no entendían el cambio argumentando que "Les Arriondes" no se había utilizado nunca en la villa, ni era de uso común, ni menos aun era una demanda social. Por su parte, el sector hostelero también tenía sus reticencias al ser la villa un destino turístico internacional con ocasión del Descenso internacional del Sella. Debido al cambio de nombre oficial, la antigua Arriondas no aparecía en algunos mapas o webs de organismos oficiales.
Así pues, el pleno municipal atendió esas reivindicaciones y aprobó la doble toponimia oficial (en español y asturiano) de la villa por unanimidad en febrero de 2016, aunque no entró en vigor hasta la ratificación de la Junta Asesora de Toponimia en agosto de 2017.

### Lugares de interés
- Capilla de San Antonio
- Iglesia de San Martín
- Iglesia de San Juan
- Iglesia de San Miguel
- Casa Campoamor
- Plaza de Venancio Pando
- Arquitectura indiana